# بيتش أوركارد (ميزوري)
بيتش أوركارد (بالإنجليزية: Peach Orchard)‏ هي إحدى المجتمعات الفردية (غير مصنفة) في ولاية ميزوري في الولايات المتحدة الأمريكية.